# 뱅뱅 (기업)
뱅뱅(영어: BANG BANG)은 권종열이 만든 대한민국의 청바지 브랜드이며 정식 상호명은 뱅뱅어패럴이다. 1961년 동대문 평화시장에 제일피복이라는 이름으로 처음 설립되었으며 1970년에 뱅뱅으로 상호명을 바꾸고 대한민국 최초로 청바지를 만들어 판매하기 시작했다. 1983년엔 서울특별시 서초구 서초동에 뱅뱅프라자를 건립하였으며 당시 가수 전영록을 모델로 한 광고로 뱅뱅이 큰 인기를 끌게 되면서 이 건물이 있는 사거리를 뱅뱅사거리라고 부르기 시작했다.